# Tarazona de Guareña
Tarazona de Guareña – gmina w Hiszpanii, w prowincji Salamanka, w Kastylii i León, o powierzchni 29,26 km². W 2011 roku gmina liczyła 354 mieszkańców.